# Heure normale de Maurice
| Bleu clair | Heure du Cap-Vert (UTC−1) |
| Bleu       | Temps moyen de Greenwich (UTC±0)                                                                                               |
| Rouge      | Heure normale d'Europe centrale / Heure d'Afrique de l'Ouest (UTC+1)                                                           |
| Ocre       | Heure d'Afrique centrale / Heure normale d'Europe de l'Est / Heure normale d'Égypte / Heure normale d'Afrique du Sud / (UTC+2) |
| Vert       | Heure d'Afrique de l'Est (UTC+3)                                                                                               |
| Turquoise  | Heure de Maurice / Heure des Seychelles (UTC+4)                                                                                |

1. ↑  Les îles du Cap Vert se trouvent à l'ouest du continent africain.

1. 1 2  Maurice et les Seychelles se trouvent respectivement à l'est et au nord-est de Madagascar.

L'heure normale de Maurice (en anglais Mauritius Standard Time, en abrégé MST) est quatre heures en avance sur le temps universel coordonné et correspond donc à UTC+4. Elle correspond à l'heure locale en vigueur dans la république de Maurice.
L'heure d'été fut introduite à Maurice pour la première fois en 1982. L'expérience déboussola les habitudes des Mauriciens et fut rapidement abandonnée. Avec la flambée du cours du brut sur le marché mondiale en 2007, le gouvernement Mauricien réinstaura l'heure d'été en 2008 sur une base pilote, en vue de diminuer l'importation d'huile lourde du pays. Le pays passa de UTC+4 à UTC+5 du 26 octobre 2008 au 29 mars 2009 à 3 h du matin.
Les réserves émises par une partie de la population et les pressions exercées par des groupes socioculturels condamnèrent l'heure d'été à Maurice. L'expérience ne fut pas renouvelée en 2009 malgré le fait que le Central Electricity Board a réalisé des économies de Rs. 36,4 millions.